# Dordeduh
Dordeduh je rumunjski folk/black metal-sastav. Godine 2009. osnovali su ga Sol Faur i Hupogrammos, dva bivša člana skupine Negură Bunget.

## Povijest
Gitarist Sol Faur i multiinstrumentalist Hupogrammos napustili su sastav Negură Bunget u svibnju 2009. zbog nesuglasica s bubnjarom Negruom i mjesec dana kasnije osnovali su glazbeni projekt Dordeduh, čije ime u prijevodu s rumunjskog jezika znači "čežnja za duhom". Krajem te godine grupa je potpisala ugovor s diskografskom kućom Prophecy Productions (izdavačem koji je, između ostalog, objavljivao i albume izvođača kao što su Alcest, Arcturus i Falkenbach, ali i Negură Bunget).
U rujnu 2010. sastav je objavio prvi singl – "Valea omului"; objavljen je na gramofonskoj ploči u ograničenoj nakladi i u digitalnoj inačici.
Godine 2012. objavljen je album u počast norveškoj viking/black metal grupi Enslaved pod imenom Önd – A Tribute na kojem je Dordeduh obradio pjesmu "Ruun" s istoimenog albuma te skupine. Krajem rujna iste godine objavljen je i debitantski studijski album sastava, Dar de duh.

## Članovi sastava
Sadašnja postava
- Flavius Misarăș – bas-gitara, prateći vokali (2009. – danas)
- Sol Faur – gitara, klavijature, dulcimer, ksilofon (2009. – danas)
- Hupogrammos – vokali, gitara, klavijature, dulcimer, mandola, klepalo, bucium, udaraljke (2009. – danas)
- Putrid – bubnjevi (2016. – danas)

Bivši članovi
- Ovidiu Mihăiță – bubnjevi, udaraljke (2009. – 2012.)
- Sergio Ponti – bubnjevi (2012. – 2016.)

## Diskografija
Studijski albumi
- Dar de duh (2012.)
- Har (2021.)